# Gabriele Marinho
Gabriele Marinho (Maceió, 20 de janeiro de 1994) é uma modelo brasileira que aos 17 anos venceu o concurso internacional de beleza Miss Teen Mundo (Miss Teen World) 2011/2012.

## Títulos
- 2024 - Miss Alagoas
- 2016 - Miss Alagoas[5]
- 2015 - Miss Vinhedo[6]
- 2013 - Miss Rio de Janeiro World[7]
- 2011/2012 - Miss Teen Mundo[2]
- 2011 - Miss Teen Alagoas[2]
- 2011 - Miss Trindade[8]
- 2010 - Miss Teen Brasil[2]
- 2010 - Garota Diniz[8]
- 2006 - Miss Infantil Alagoas[2]